# Алексин
Алексин (рус. Алексин) град је у Русији у Тулској области. Налази се 71 km северозападно од Туле. Град је административни центар Алексинског дистрикта. Према попису становништва из 2010. у граду је живело 61.738 становника.
Град има 68.156 становника по попису из 2002. године док је према попису из 1989. имао 74 274.

## Историја
Први помен града потиче из 1348. године у Никоновој хроници. Због свог положаја на Оки дуго је био важно пристаниште.

## Становништво
Према прелиминарним подацима са пописа, у граду је 2010. живело 61.738 становника, 6.418 (9,42%) мање него 2002.
| 1939.  | 1959.  | 1970.  | 1979.  | 1989.  | 2002.  | 2010.  |
| ------ | ------ | ------ | ------ | ------ | ------ | ------ |
| 21.722 | 46.313 | 61.417 | 67.219 | 74.274 | 68.156 | 61.732 |

## Градови побратими
- Јелабуга
- Дзержински
- Вељки Кртиш
- Димитровград
- Малојарославец
- Чусовој
- Салигорск
- Серпухов
- Тиват